# Ju 87
A Junkers Ju 87 vagy Stuka (Sturzkampfflugzeug, azaz zuhanóbombázó) kétszemélyes, (pilóta és rádiós lövész) német taktikai bombázó repülőgép volt. A Hermann Pohlmann tervezte Stuka először 1935-ben repült, első harci bevetésen 1936-ban, a Luftwaffe Condor Légiójában vett részt a spanyol polgárháborúban a francóista erők oldalán. „Eredményességéről” hűen tanúskodik Pablo Picasso Guernica című festménye.
A repülőgép könnyen azonosítható volt a fordított „sirályszárnyról”, rögzített, áramvonalas burkolással ellátott futóművéről, valamint az erre rögzített, hírhedt Jericho-Trompete („Jerikói kürt”) nevű, nagy hangerejű szirénájáról. 1939 és 1942 között a Blitzkrieg és a német légierő győzelmeit népszerűsítő propaganda jelképévé vált. A Stukát tervezői, számos innovatív funkcióval, többek között a zuhanásból automatikusan felhúzó fékszárnyakkal látták el, annak biztosítására, hogy a repülő akkor is biztonságosan visszatérjen a zuhanásból, ha a pilóta átmenetileg eszméletét veszti a magas gyorsulási érték miatt.
Az erős, pontos, és nagyon hatékony Ju 87 azonban – a többi zuhanóbombázóhoz hasonlóan – könnyen leküzdhető ellenfele volt a korabeli modern vadászgépeknek. A hátrányok az angliai légi csata idején váltak nyilvánvalóvá. A gyenge manőverezési képesség, az alacsony sebesség és a gyenge védekező fegyverzet miatt csak nagyszámú vadászkísérettel lehetett biztosítani a Stuka hatékony bevetéseit.
A Stuka sikereket ért el a Nagy-Britannia után is mint földi célpontok elleni precíziós támadásra alkalmazott repülőgép. A német erők a Balkánon, az afrikai és földközi-tengeri hadszíntéren és a keleti fronton a hadjárat korai szakaszában vetették be, általában ott, ahol szövetséges vadászrepülők ellenállása szervezetlen volt, vagy nem volt elégséges.
Miután a Luftwaffe elveszítette minden fronton a légi fölényét, a Ju 87 ismét könnyű célpontjává vált az ellenséges harci repülőgépeknek. Mivel nem állt rendelkezésre jobb típus erre a célra, a Stukát 1944-ig gyártották. A helyét általában a vadászbombázók vették át, mint az Fw 190 földi támadásra kifejlesztett (G) változata, vagy a Bf 109 bombavetős típusai, de még a háború utolsó napján is használatban volt.
Becslések szerint 6500 db Ju 87 készült az összes változatból 1936 és 1944 augusztusa között.
A második világháború legeredményesebb Stuka-pilótája Hans-Ulrich Rudel ezredes, aki a legtöbbször kitüntetett német katona volt. 1944. december 29-én megkapta második világháború legmagasabb német katonai kitüntetését, a vaskereszt arany tölgyfalombbal, kardokkal és briliánsokkal ékesített lovagkeresztjét.

## Története
A repülőgépet a villámháború (Blitzkrieg) elmélete alapján fejlesztették ki. A villámháborús elképzelés az addig megszokott merev harcászattal szemben egy sokkalta rugalmasabb, kezdeményezőbb stratégiát képviselt. A stratégia alapötlete az, hogy az ellenség vonalait gyors, meglepetésszerű támadással áttörő páncélosok a mögöttük haladó gyalogságra bízzák a megmaradt gyalogsági erők felszámolását, így a páncélosékek (Panzerkeil) akadálymentesen, és a gyalogság sebességétől függetlenül haladhattak előre.
Ez volt az a stratégia, ami létjogosultságot szavazott a Stukáknak, mivel a hadsereg számára jól jött egy olyan gép, ami a bombázók általános 6–7%-os találati pontosságát akár 80%-ra növelte. Ez a gép ugyanis (akár motorjait is leállítva) zuhanórepülésbe kezdett, így repülve rá a (mozgó) célpontra, majd amikor elért egy kritikus magasságot, kioldotta bombaterhét, aztán emelkedni kezdett (ezt egy légnyomást érzékelő automatika végezte, mert akkora terhelést kellett a pilótának elviselnie, hogy a gép „felrántása” után pár másodpercre cselekvőképtelenné vált).
A gép főfutóit terepen való leszálláshoz piropatronokkal le lehetett robbantani, ekkor a gép „hason” ért földet.

## Alkalmazása
A Ju 87-est, a spanyol polgárháború után minden fronton bevetették, Lengyelországban, a Dánia és Norvégia elleni hadjáratokban, a Benelux államok ellen, Franciaországban, ám az angliai légi csata idején kiderült, hogy a brit vadászokkal szemben lomhasága miatt túlságosan sebezhető, ezért ezután inkább csak az orosz fronton és a mediterrán térségben vetették be.

### A Condor Légió a spanyol polgárháborúban
A spanyol polgárháborúban a sokrétű német beavatkozás része a Condor légió volt. Több német légi repülőtípuson kívül, a Ju 87-esek közül elsőként egy A-0-t (V4 prototípust) vetettek be. A 29-1 sorozatszámú gép a légió harcoló szárnyához, a kísérleti VJ/88 Staffelhez lett beosztva. Titokban hajózták be a spanyol Usaramóra a hamburgi kikötőben és 1936. augusztus 1. éjjelén indult, majd öt nappal később megérkezett Cádizba.
A prototípus-gép spanyolországi harci pályafutására vonatkozó ismeretek szerint Hermann Beuer altiszt repülte, és 1937-ben részt vett a nacionalisták Bilbao elleni offenzívájában. Ezután feltehetően a repülőgép titokban visszatért Németországba.
1938 januárjában három Ju-87A érkezett. Számos probléma vált nyilvánvalóvá, – a burkolt futóművek elsüllyedtek sáros repülőtereken, ezért a burkolatokat esős időben ideiglenesen eltávolították. Ezenkívül a legfeljebb 500 kg bombával csak akkor lehetett terhelni, ha a lövész helye üresen maradt, végül 250 kg-ra korlátozták bombaterhelést. Ezek a repülőgépek a nacionalista erőket támogatták a köztársasági utánpótlási vonalak támadásában, majd visszatértek Németországba 1938 októberében.
Az A-1-eseket öt Ju 87 B-1 váltotta. A háború végéhez közeledve, egyre kevesebb bevetésen vettek részt, főleg a He 111-esek köztársasági állások elleni támadásait támogatták. Csakúgy, mint a Ju 87A–0, a B–1-esek is titokban visszatértek a Birodalomba.
A spanyol polgárháború harci tapasztalata felbecsülhetetlen volt – a légi és a földi személyzet tökéletesítette képességeit, és felszerelésüket harci körülmények között próbálhatták ki. Egyetlen Ju 87-es sem veszett el Spanyolországban, azonban a Stuka nem volt tesztelve nagyszámú és jól koordinált vadászgép ellenében, és ezt a tanulságot később kellett levonni, amiért akkor már nagy árat fizetett a Stukák személyzete.

### Második világháború
Valamennyi Stuka egységet Németország keleti határára telepítették Lengyelország lerohanására való felkészítésre. 1939. augusztus 15-én délelőtt – a zuhanóbombázók tömeges bevetését demonstráló bemutatón, magas rangú tisztek előtt, a Luftwaffe  neuhammeri kiképző bázisán, 13 Ju 87 és 26 fő legénység pusztult el, amikor szinte egyszerre lezuhantak a földre. A repülőgépek felhőn keresztül zuhantak, hogy ledobják a gyakorló bombájukat és ezután visszaemelkedjenek. Nem tudták viszont, hogy aznap a felhőalap túl alacsony és váratlanul talajmenti köd is képződött, így nem maradt idő, hogy felhúzzák a gépeket a zuhanásból.

#### Lengyelország

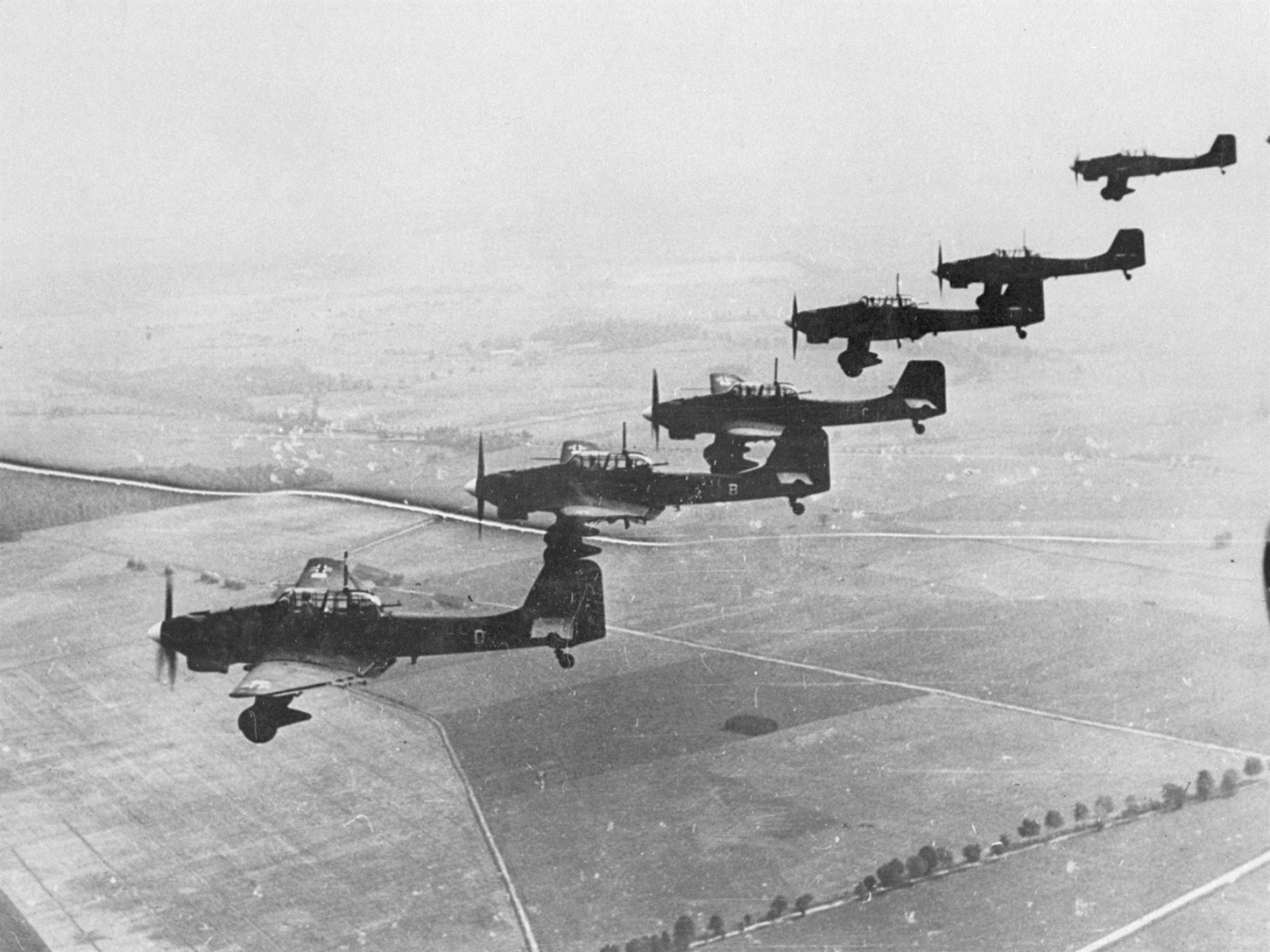
Ju 87 B-k Lengyelország felett
(1939 szeptember/október)

1939. szeptember 1-jén a Wehrmacht lerohanta Lengyelországot, elindítva ezzel a második világháborút. A Luftwaffe Generalquartiermeisterének (főszállásmester) feljegyzései szerint 1939. augusztus 31-én a teljes állomány 366 bevethető Ju 87 A és B volt.
A háború első bombázó támadását Bruno Dilly főhadnagy, a 3./StG 1 Staffelkapitänje (századparancsnok) vezette Kette („lánc”, vagy „hármas kötelék”) alakzatban. A cél az volt, hogy megakadályozzák a lengyelek által aláaknázott dirschaui Visztula hidak elpusztítását. A Stukák 11 perccel a hivatalos német hadüzenet átadása előtt támadták meg a célokat. A küldetés sikertelen volt, a lengyelek felrobbantották a hidakat, mielőtt a német csapatok elérték volna őket.
A Ju 87 a második világháború első légi győzelmét 1939. szeptember 1-jén reggel érte el. Frank Neubert hadnagy, az I./StG 2 „Immelmann” egység Rottenführere, (rajparancsnoka) lelőtt egy Balice repülőteréről felszálló lengyel PZL P.11c vadászgépet, annak pilótáját, Mieczysław Medwecki századost megölve. A Luftwaffénak volt néhány, hajók ellen bevethető egysége, mint a 4.(St)/186 TrGr. Ez az egység „eredményes” volt, elsüllyesztette a lengyel haditengerészet 1540 tonnás ORP Wicher rombolóját és az ORP Gryf aknarakó hajót – mindkettő a kikötőben horgonyzott.
Radomtól délre hat lengyel hadosztályt kerítettek be és zártak csapdába a német csapatok. A StG 51. 76. és 77. négynapos könyörtelen bombázással igyekezett kikényszeríteni a fegyverletételt. Ebben a támadásban 50 kg-os repeszbombákat alkalmaztak, szörnyű pusztítást végezve a lengyel csapatok között. A demoralizált lengyelek megadták magukat.
A Stukák is részt vettek a bzurai csatában, amelyben felőrölték a lengyel ellenállást. A Sturzkampfgeschwader csak ebben a csatában 388 tonna bombát dobott le.
A lengyel hadsereg légelhárítása erőtlen volt. A Stukawaffe („Stuka erők”) mindössze 31 repülőgép elvesztését jelentette a hadjárat során.

#### Nyugati hadjárat
A Stukawaffe tanult a lengyel és a norvég hadműveletekből. A lengyelországi hibák és az I. StG 1 oscarborgi erőd elleni hatástalan támadása miatt több figyelmet szenteltek a precíziós bombázásoknak a furcsa háború ideje alatt. Mindez megtérült a Nyugati hadjáratban. Az 1940. május 10-én kezdett Fall Gelb alatt a Stukák támogatták az Eben Emael erőd gyors semlegesítését. Az Albert csatorna hídjainak felrobbantása elrendeléséért felelős parancsnokság Lanaeken faluban állomásozott (14 km-re északra a csatornától). A Stukák bizonyították a pontosságukat, amikor a kis épületet négy közvetlen találattal megsemmisítették, még mielőtt a visszavonó parancsot kiadhatták volna. Ennek eredményeként csak egy híd pusztult el a háromból, ezért a német hadsereg gyorsan tudott előretörni.
A Sturzkampfgeschwadernek jelentős szerepe volt az áttörés elérésében a sedani csatában. A Stukawaffe 300 bevetésben támadta a francia állásokat, ebből csak a StG 77-nek 201 saját bevetése volt. Ha az ellenállást megszervezték, a Ju 87 sebezhetővé vált. Például május 12-én, Sedan közelében, a francia Groupe de Chasse I / 5 hat Curtiss H-75-öse megtámadott egy kíséret nélküli Ju 87 köteléket és 11-et lelőtt a 12-ből, saját veszteség nélkül.
A Luftwaffénak kiváló föld-levegő kommunikációja volt a hadjárat során. Az összekötő tisztek közvetlenül is felvehették a kapcsolatot a rádióval felszerelt Stukákkal és az ellenséges állások támadására utasíthatták azokat az előretörés irányában. Egyes esetekben a Stukák 10-20 percen belül reagáltak. Hans Seidemann alezredes (Wolfram von Richthofen beosztottja) azt mondta, hogy „Soha többé nem volt ilyen jól működő rendszer közös műveletek megfelelő tervezésére és összehangolására.”
A Dunkerque-i csata során sok szövetséges hajó veszett el Ju 87 támadásokban. Az Adroit francia rombolót 1940. május 21-én süllyesztették el, majd a Crested Eagle lapátkerekes gőzhajót május 28-án. Május 29-én a HMS Grenade brit romboló süllyedt el és néhány más hajót rongáltak meg Stukák, aznap a szövetségesek vesztesége 31 elsüllyesztett és 11 megsérült hajó volt. Összesen 89 teherhajót (126 518 BRT) 31 hajót vesztették el. A Royal Navy elvesztette 29 rombolóját a 40-ből (8 elsüllyedt, 21 megsérült és használhatatlanná vált).
A szövetségesek légiereje szervezetlen és hatástalan volt, ennek eredményeként a Stuka veszteségeket elsősorban a földi tűzfegyverek okozták. Mintegy 120 gép, az összes Stuka harmada pusztult el vagy rongálódott meg a hadjáratban.

#### Észak-Afrika és a Földközi-tenger

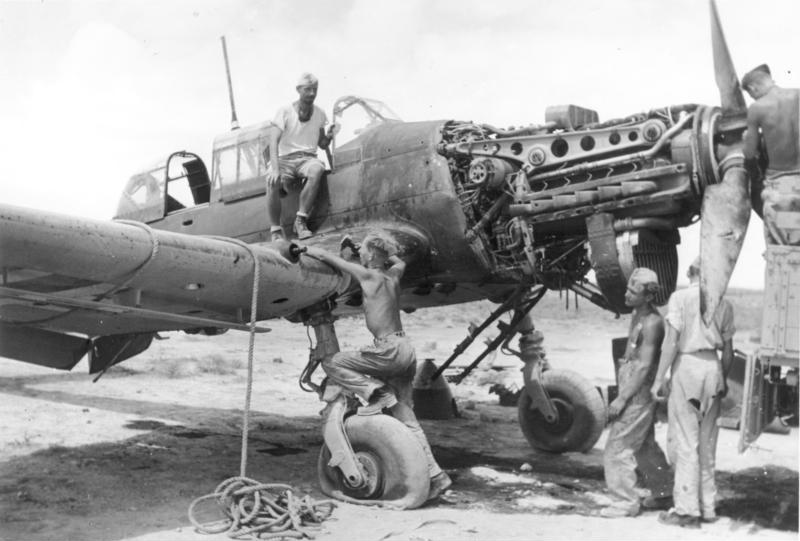
Egy Ju 87 B Észak-Afrikában 1941-42

Válaszul az olasz vereségre Görögországban és Észak-Afrikában, az Oberkommando der Wehrmacht elrendelte néhány német egység telepítését ezekre a hadszínterekre. Köztük volt a Luftwafféhez tartozó a Geschwaderstab StG 3, amely 1940 decemberében ért földet Szicíliában. A következő napokban két Gruppe egységben mintegy 80 Stukát vezényeltek X. Fliegerkorps rendelkezése alá.
A Korps első feladata az volt, hogy támadja a brit hajózási útvonalakat Szicília és Afrika között. A Ju 87-ek jelenlétét először a súlyos támadást szenvedett HMS Illustrious brit repülőgép-hordozó tapasztalhatta meg. A Ju-87-es legénység biztos volt abban, hogy el tudnak süllyeszteni egy 6500 négyzetméteres felszálló-fedélzetű hajót, így ehhez, az 1941. január 10-i támadás terve szerint négy 500 kg-os bomba közvetlen találatának elégnek kellett volna lennie. A Ju 87-esek által szállított bombákból hat találta el a hajót, három pedig a fedélzethez közel robbant, de a hajómotor ép maradt, így sikerült elérniük az ostromlott kikötőt, Máltát.
Az olasz Regia Aeronautica is rendelkezett egy ideig Stukákkal. 1939-ben az olasz kormány 100 db Ju 87-es szállítását kérte az RLM-től. Az olasz pilótákat az ausztriai Grazba küldték zuhanóbombázó kiképzésre. 1940 nyarán mintegy 100 Ju 87 B-1-et – egy részük előzőleg Luftwaffe gép volt – küldtek a 96 ° Gruppo Bombardamento a Tuffónak. Az olaszok a Stukákat Picchiatellónak nevezték, a Gruppi 97 °, 101 ° és 102 ° egységeknek rendelték alá. Picchiatellókat vetettek be Málta és a földközi-tengeri szövetséges konvojok ellen és az észak-afrikai harcokban (ahol részt vettek Tobruk elfoglalásában). A Regia Aeronautica 1942-ig használta őket. Néhány Picchiatello tevékenységét figyelték meg a görögországi olasz invázió nyitó szakaszában, 1940 októberében. Számuk csekély volt és nem voltak jelentős befolyással a harcok menetére. A görögök az olasz csapatokat hamar visszaverték, 1941 elején Albánia területére szorították vissza őket. Hitler ekkor ismét szövetségesei katonai támogatása mellett döntött.
Márciusban megdöntötték a németbarát jugoszláv kormányt. A feldühödött Hitler elrendelte az április 7-én kezdett Görögország elleni, Marita-hadművelet kiterjesztését Jugoszláviára. A Luftwaffe az StG 1, 2. és 77-et vetette be, ismét a Stukák vezették a légitámadásokat. A 300 repülőgép a levegőben minimális jugoszláv ellenállással találkozott, így a Stukák félelmetes hírnevet szereztek ebben a régióban. Háborítatlanul okoztak súlyos károkat a földi erőknek, könnyű veszteségeket csak a földi tűzfegyverek okoztak nekik. A zuhanóbombázók hatékonysága segített a jugoszláv kapituláció mindössze tíz nap alatti kikényszerítésében. A perifériás büntető hadműveletben, – Belgrád megtorló bombázásában – Stukák is részt vettek. Zuhanóbombázók támadták a repülőtereket és a felderített légvédelmi pozíciókat, míg a magassági bombázók a polgári célpontokat. Belgrád súlyosan károsodott, beszámolók szerint 2271 ember vesztette életét, 12 000 sebesült meg.
Görögországban a brit támogatás ellenére kevés ellenféllel találkoztak a levegőben. Mivel a szövetségesek visszavonultak és az ellenállás összeomlott, a szövetségesek elkezdték az evakuációt Krétára. A Stukák hatékonynak bizonyultak, komoly károkat okoztak a szövetséges hajóknak. Április 22-én, az 1389 tonnás Psara és Ydra rombolókat süllyesztették el. A következő két napon a pireuszi brit haditengerészeti támaszpont 23 hajót veszített a Stuka támadások során.
A krétai csatában is jelentős szerepet játszottak, a Ju 87-esek. 1941. május 21–22-én a németek a tengeren próbáltak erősítést küldeni Krétára, de a Glennie ellentengernagy parancsnoksága alatt álló „Force D” támadásakor elvesztettek 10 hajót. A HMS Dido, Orion és Ajax cirkálókból álló erő visszavonulásra kényszerítette a megmaradt német hajókat. A brit haditengerészeti fenyegetés elhárítására Stukákat hívták segítségül. Május 21-én a HMS Juno romboló süllyedt el, másnap a HMS Warspite csatahajó sérült meg, és a HMS Gloucester cirkáló lett elsüllyesztve, a veszteség 45 tiszt és 648 sorállományú volt. Egy Ju 87-es megbénította a HMS Fijit (később Bf 109 vadászbombázó pusztította el véglegesen), míg a HMS Greyhound romboló egyetlen találattól süllyedt el. Ahogy a krétai csata a németek javára dőlt el, a szövetségesek megint visszavonulásba kezdtek. Május 23-án, a Királyi Haditengerészet a HMS Kasmír és Kelly rombolókat veszítette el, ezeket követte a HMS Hereward május 26-án. Az Orion és Dido is súlyosan megsérültek. Az Orion 1100 katonát evakuált Észak-Afrikába, 260 közülük meghalt, 280 megsebesült.
A Sturzkampfgeschwader Erwin Rommel vezértábornagy által vezetett Deutsches Afrikakorps (DAK) kétéves észak-afrikai hadjáratát támogatta, a másik fő feladata a szövetséges hajózás támadása volt. 1941-ben Ju 87 műveletek domináltak Észak-Afrikában, Tobruk ostrománál, ami több mint hét hónapig tartott. Részt vettek a gazalai csatában az első el-alameini, valamint a döntő második el-alameini csatában, ami után Rommel Tunéziáig futott vissza. A háború fordulópontjával – 1942 őszén – a szövetséges légierő jelenléte jelentőssé vált, a Ju 87-esek nagyon sérülékenynek bizonyultak és súlyos veszteségeket szenvedtek. Helyzetük tovább romlott, amikor a Torch hadművelet keretén belül Észak Afrikába bevonultak az amerikaiak. A Stuka elmaradt az akkori vadászbombázóktól. A Bf 109 és Fw 190 – amennyiben bombát szállítottak, és ezt eldobták – egyenlő feltételekkel vehették fel a küzdelmet a szövetséges vadászokkal, de a Stuka nem volt erre képes. A Junkersek sebezhetőségét jól mutatta 1942. november 11., amikor percek alatt 15 Ju 87 D-t lőttek le az Egyesült Államok Hadserege Légierejének (USAAF) Curtiss P-40-esei.
1943-ban a szövetségesek teljes légi fölényben voltak Észak-Afrikában. A Ju 87-ek csak Rotte (két gép laza köteléke) alakzatban merészkedtek ki, gyakran az ellenséges repülőgépek első észlelése után eldobták bombáikat. Tetézte a bajt, hogy a német vadászok mindössze annyi üzemanyagot kaptak, hogy csak a Ju 87-esek felszállását fedezzék, melyek ekkor voltak a legsebezhetőbbek. Ezután a Stukák magukra lettek hagyva.
Zuhanóbombázók továbbra is támogattak hadműveleteket Dél-Európában. Az olasz kapituláció után 1943 szeptemberében, a Ju 87 részt vett az utolsó a nyugati szövetségesek elleni, hadműveleti méretű győzelemben, a Dodekanéz-szigetek visszafoglalásában. Az addig olasz fennhatóságú szigeteket már megszállták a britek, a Luftwaffe 75 Stukáját vette igénybe – bázisaik Megarán és Rodoszon voltak –, hogy visszaszerezze a szigeteket. A RAF repülőterek mintegy 500 km-re voltak, a német csapatok a Ju 87-esek támogatásával gyorsan partra szálltak és elfoglalták a szigeteket.

## Alkalmazó országok
Magyar Királyság
- Magyar Királyi Honvéd Légierő

 Bulgária
- Bolgár Légierő

 Független Horvát Állam
- A Független Horvát Állam légiereje

Szlovák Köztársaság (1939–1945)
- Szlovák Légierő

 Olasz Királyság
- Regia Aeronautica

## Típusváltozatok

### Ju 87 A
A Ju 87 V1 első prototípushoz képest a  második prototípusnak egyetlen újratervezett függőleges vezérsíkja volt és egy 610 LE-s (449 kW) Junkers JUMO 210 A motorral lett szerelve, ezt később a JUMO 210 Da váltotta fel. A változat első sorozata, az A-0 volt, teljesen fém kivitelű, zárt pilótafülkével. A sorozatgyártás egyszerűsítése érdekében, az előzőleg hajlított szárnyprofilok elülső éleit kiegyenesítették, valamint a csűrők és szárnyprofilok elülső és záró éleit lesimították. A pilóta repülés közben farokra felszerelt magassági kormánylapot és oldalkormánylapot használhatott, amelyek kapcsolódtak a törzs és a csűrők között elhelyezkedő kétrészes fékszárnyakhoz. Az A-0 laposabb motorburkolatot kapott, mivel a motort lejjebb szerelték kb. 25 cm-rel a pilóta látóterének növelése érdekében. Hasonlóan javították a hátsó lövész tüzelési pozícióját a törzs magasságának csökkentésével.
Az RLM igénye kezdetben hét A-0-s volt, aztán nőtt a rendelés 11-re. 1937-ben, az A-0-t változatos bombaterheléssel tesztelték. Az elégtelen teljesítményű JUMO 210 A-t, amint az von Richthofen szerint nem felelt meg, gyorsan lecserélték JUMO 210 D hajtásra.
Az A-1 az A-0-tól csak némileg különbözött. A JUMO 210 D motor mellett az A-1 két 220 l-es üzemanyagtartályt kapott a szárny belsejébe beépítve,  de ezek a tartályok nem voltak sem páncélozással, sem más védelemmel ellátva. Eredetileg az A-1-nél felszerelésre került volna egy-egy 7,92 mm-es MG 17 géppuska mindkét szárnyvégre, amelyekhez a futóművek "kamáslijában" lett volna 500 töltény tárolva. A két MG 17-es géppuskát a pilóta egy Revi C 21C célzókészülék segítségével használhatta volna. Az elképzelést túlsúly miatt el kellett vetni, így a lövésznek egy 7,92 mm-es MG 15-ös géppuskája volt, 14 tárban egyenként 75 lőszerrel. Ezt, a Ju 87 A-0-t követően 150 lőszerre növelték. Az A-1 egy nagyobb, 3,3 m-es átmérőjű légcsavart kapott.
A Ju 87 500 kg-os bombát volt képes hordozni, de csak ha nem vitt magával lövészt. Még a JUMO 210 D motorral szerelt, a Ju 87-nek is gondot okozott 250 kg-nál nagyobb bombaterhelés, ezért minden Ju 87 A 250 kg-ra volt korlátozva (a spanyol polgárháborúban a bevetések lövész nélkül történtek).
A Ju 87 A-2 változatnál, a JUMO 210 D motorokat utólag látták el kétfokozatú motorfeltöltő kompresszorral. Az egyetlen további jelentős különbség az A-1 és A-2 volt a H-PA-III állítható szögű légcsavar volt. 1938 közepéig 262 db Ju 87 A-t állítottak elő, ebből 192-t a Junkers gyár a dessaui telephelyén, és további 70-et Brémában. Ebben az időben azonban már az új, nagyobb teljesítményű, Ju 87 B modell kezdte felváltani a Ju 87 A-t.
Prototípusok
- Ju 87 V1: Gy. sz. 4921. Első felszállás, 1935. szeptember 17.
- Ju 87 V2: Gy. sz. 4922, lajstromjel D-IDQR. Első felszállás, 1936. február 25. Később új D-UHUH lajstromjellel repült 1937. június 4-től
- Ju 87 V3: Gy. sz. 4923. Első felszállás, 1936. március 27.
- Ju 87 V4: Gy. sz. 4924. Első felszállás, 1936. június 20.
- Ju 87 V5: Gy. sz. 4925. Első felszállás, 1936. augusztus 14.

Sorozatgyártás
- Ju 87 A-0: Tíz, sorozatgyártás előtti repülőgép 640 LE-s (471 kW) JUMO 210C motor hajtással.
- Ju 87 A-1: Az első sorozatban gyártott változat.
- Ju 87 A-2: sorozatban gyártott, javított 680 LE-s (500 kW) JUMO 210E motorral szerelt.
- a háború kezdeti szakaszában a B jelű
- a Graf Zeppelinre szánt felhajtható szárnyakkal rendelkező C jelű
- ennek növelt szárnyfesztávolságú és erősebb motorú változata a D jelű

### Ju 87 G

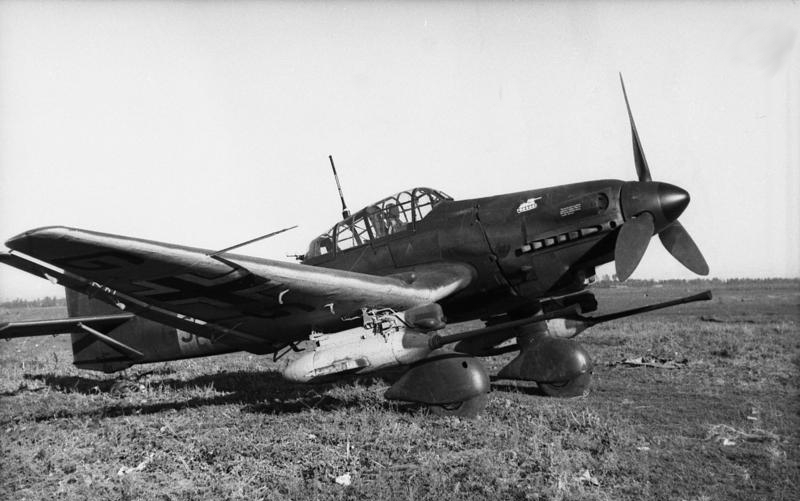
Ju 87 G-2 "Ágyúmadár" két Bordkanone BK 3.7, 37 mm-es, szárny alá szerelt ágyúval

A páncélvadász G változattal új életet adtak a Ju 87 elavuló géptörzsének. Ez volt az utolsó Stuka harci változat, amelyet a Keleti frontra telepítettek. A német hadiszerencse megfordulása után 1943-ban nagy számban jelentek meg jól páncélozott szovjet tankok. Az új fenyegetés miatt a Junkersnek a gép áttervezésével kellett alkalmazkodnia, mivel a hagyományos bombák nem voltak hatásosak a páncélosok ellen. A Hs 129 B megfelelőnek tűnt földi célpont elleni támadásra, de a nagy üzemanyagtartályok sebezhetővé tették a légvédelmi tűzben. Az RLM ösztönzésére "a lehető legrövidebb időn belül ki kellett váltani a Hs 129-et.” A szovjet tankok mint kiemelt célpontok ellen 1942 novemberében kezdődött a Ju 87 D utódjának, egy újabb változatnak a fejlesztése. November 3-án Erhard Milch vetette fel a kérdést, váltsák-e le a Ju 87-t, vagy tervezzék át. Úgy döntöttek, hogy megtartják a szerkezetet olyannak, mint amilyen volt, de a hajtást egy JUMO 211J motorral javítják fel és felszerelnek két 30 mm-es gépágyút. Az új változat képes volt 1000 kg-os – zuhanás nélküli – szabadon dobott bomba szállítására is. A személyzet légelhárítás elleni védelmére lemásolták az Iljusin Il-2 Sturmovikról a páncélvédelmet. Ez az alacsony repülési magasság miatt volt fontos.
Miután a 20 mm-es MG 151/20 gépágyúval sikereket értek el a szovjet tankok ellen, Hans-Ulrich Rudel, a Stuka-ász javasolta két átalakított, 37 mm-es Flak 18 légvédelmi ágyú (új típusjelzése) Bordkanone BK 3,7 felszerelését a Stuka szárnyai alá. Ezek az automata fegyverek egy tokszerű gondolába voltak beszerelve. Az első „tankgyilkos Gustav” a 2552 gyártási számú Ju 87 D-1 volt. Az első kísérleti repülést Hans-Karl Stepp százados 1943. január 31-én hajtotta végre. Mivel sok probléma merült fel a mintegy két tucat Ju 88P-1-el, és a Hs 129B-3 lassan haladó fejlesztésével, – ezek mindegyikét egy-egy nagyobb BK 7,5 75 mm-es, törzs alatti ágyúval szerelték fel, – a Ju 87 G-t kezdték el gyártani. Az első sorozatgyártású Ju 87 G-1-esek 1943 áprilisában kerültek a frontvonalra. A két 37 mm-es ágyú egyenként 12 töltényes tárral rendelkezett, páncélt átütő volfrám-karbid (vídia) lövedékeket lőtt ki. Ezekkel a fegyverekkel a „Kanonenvogel” (=ágyúmadár), ahogy akkor nevezték, látványosan sikeres fegyvernek bizonyult olyan Stuka-ász kezében, mint Rudel. 
A G-1 esetében a korábbi D-sorozatú törzset használták fel, megtartva a kisebb szárnyat, de elhagyva a zuhanáshoz használt fékszárnyakat. A G-2 hasonló volt a G-1-hez, kivéve a hosszabb szárnyakat, melyeket a D-5-től vettek át. 208 darab G-2-es épült, és legalább további 22 db a D-3 törzsének átalakításával.
Csak néhány sorozatban gyártott G-t vetettek be a kurszki csatában. Az offenzíva nyitónapján egyedül Hans-Ulrich Rudel repült "hivatalos" Ju 87 G-n. Ekkor azonban már jelentős számú Ju 87 D volt felszerelve a 37 mm-es gépágyúval, és volt bevetve a csata előtt is.
A G-1 később hatással volt az amerikai A–10 Thunderbolt II fejlesztésére és Hans Rudel könyve, a Stuka pilóta kötelező olvasmánya lett az amerikai A-X projekt minden tagja számára.
- a kétkormányos oktató-kiképző változat a H jelölésű, a D-ből átalakítva
- ledobható üzemanyag-póttartállyal felszerelt (növelt hatótávolságú) R jelű
- a szintén repülőgép-hordozó üzeműre kialakított D változat a T jelölést kapta, nem állt hadrendbe

## Műszaki adatok (Ju 87D-1)
- Személyzet: 2 fő (1 fő pilóta, 1 fő lövész)
- Motor: Junkers Jumo 211J–1 (1420 LE)
- Sebesség: 420 km/h (4120 m magasságban)
- Szolgálati csúcsmagasság: 7300 m
- Hatótávolság: 760 km
- Hossz: 11,13 m
- Szárnyfesztávolság: 13,8 m
- Fegyverzet: 2 db 7,92 mm-es MG 81 géppuska, 2 db 7,92 mm-es MG 17 géppuska, maximum 1800 kg bomba

## Fordítás
- Ez a szócikk részben vagy egészben  a   Junkers_Ju_87 című angol Wikipédia-szócikk fordításán alapul.  Az eredeti cikk szerkesztőit annak laptörténete sorolja fel. Ez a jelzés csupán a megfogalmazás eredetét és a szerzői jogokat jelzi, nem szolgál a cikkben szereplő információk forrásmegjelöléseként.
- Ez a szócikk részben vagy egészben  a   Junkers_Ju_87 című német Wikipédia-szócikk fordításán alapul.  Az eredeti cikk szerkesztőit annak laptörténete sorolja fel. Ez a jelzés csupán a megfogalmazás eredetét és a szerzői jogokat jelzi, nem szolgál a cikkben szereplő információk forrásmegjelöléseként.